# Jaffa-Orange
Die Jaffa-Orange (Aussprache: [jaffɐ oˈrɑ̃ːʒə]), selten auch Shamouti-Orange, ist eine süße, fast kernlose Sorte der Orangen. Ursprünglich wurde sie Mitte des 19. Jahrhunderts in Palästina angebaut. Die Frucht hat ihren Namen von der Stadt Jaffa, wo sie zunächst für den Export produziert wurde. Sie war eine der drei wichtigsten Apfelsinensorten, die in der Levante wuchsen. Die Jaffa-Orange wird im Nahen Osten im Irak, Libanon und in Syrien sowie außerdem in Zypern und der Türkei angebaut. Zur Zeit der Zusammenarbeit im Anbau und Export dieser Orangen wurden sie als Symbol für positive arabisch-jüdische Beziehungen angesehen.

## Geschichte

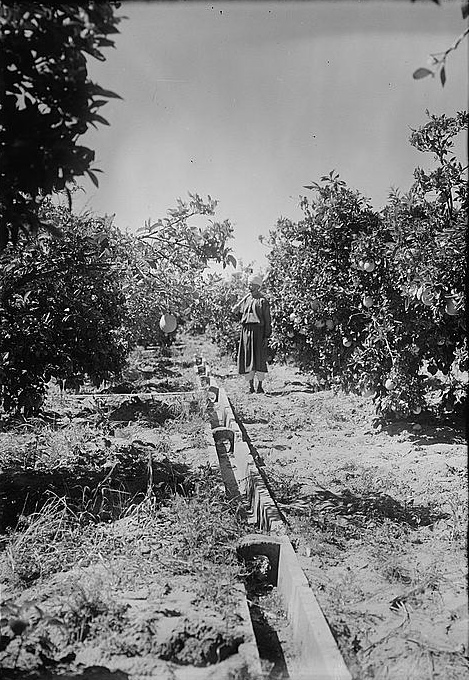
Orangen-Farm in Bir Salim, vor 1940

Die Orange wird an der Schnittstelle zwischen den Kontinenten Afrika, Westasien und Europa angesiedelt. Palästina produzierte eine Reihe von Waren für den Export über die imperialen und globalen Vertriebsnetze in der späten islamischen Periode (1200–1900 n. Chr.). Unter diesen Gütern waren Zucker, Nabulsi-Seife, Gerste, Jaffa-Orangen und Baumwolle. Die Jaffa-Orange war eine neue Sorte, die von arabischen Bauern entwickelt wurde, nachdem sie Mitte des 19. Jahrhunderts als Mutation an einem Baum der Sorte „Baladi“ in der Nähe der Stadt Jaffa aufgetaucht war. Während die Spezies der Bitterorange (C. aurantium) durch arabische Kaufleute in den Westen gelangte, entstand die Jaffa-Orange aus der süßen Orange (Citrus × sinensis), die zunächst ebenfalls aus China mitgebracht wurde.
Die Zitrusplantagen dieser Zeit befanden sich hauptsächlich im Besitz wohlhabender palästinensischer Kaufleute und Honoratioren und nicht von Kleinbauern, da die Früchte große Kapitalinvestitionen erforderten und mehrere Jahre lang keine Erträge brachten. Apfelsinenpflanzer der landwirtschaftlichen Kolonie der Tempelgesellschaft, verwendeten das Markenzeichen "Jaffa Orange" für ihre Früchte. Während die traditionellen arabischen Anbaumethoden als „primitiv“ galten, zeigte eine eingehende Untersuchung des damit verbundenen finanziellen Aufwands, dass sie letztlich kosteneffizienter waren als die jüdisch-zionistischen Unternehmen, die ihnen etwa zwei Jahrzehnte später folgten.

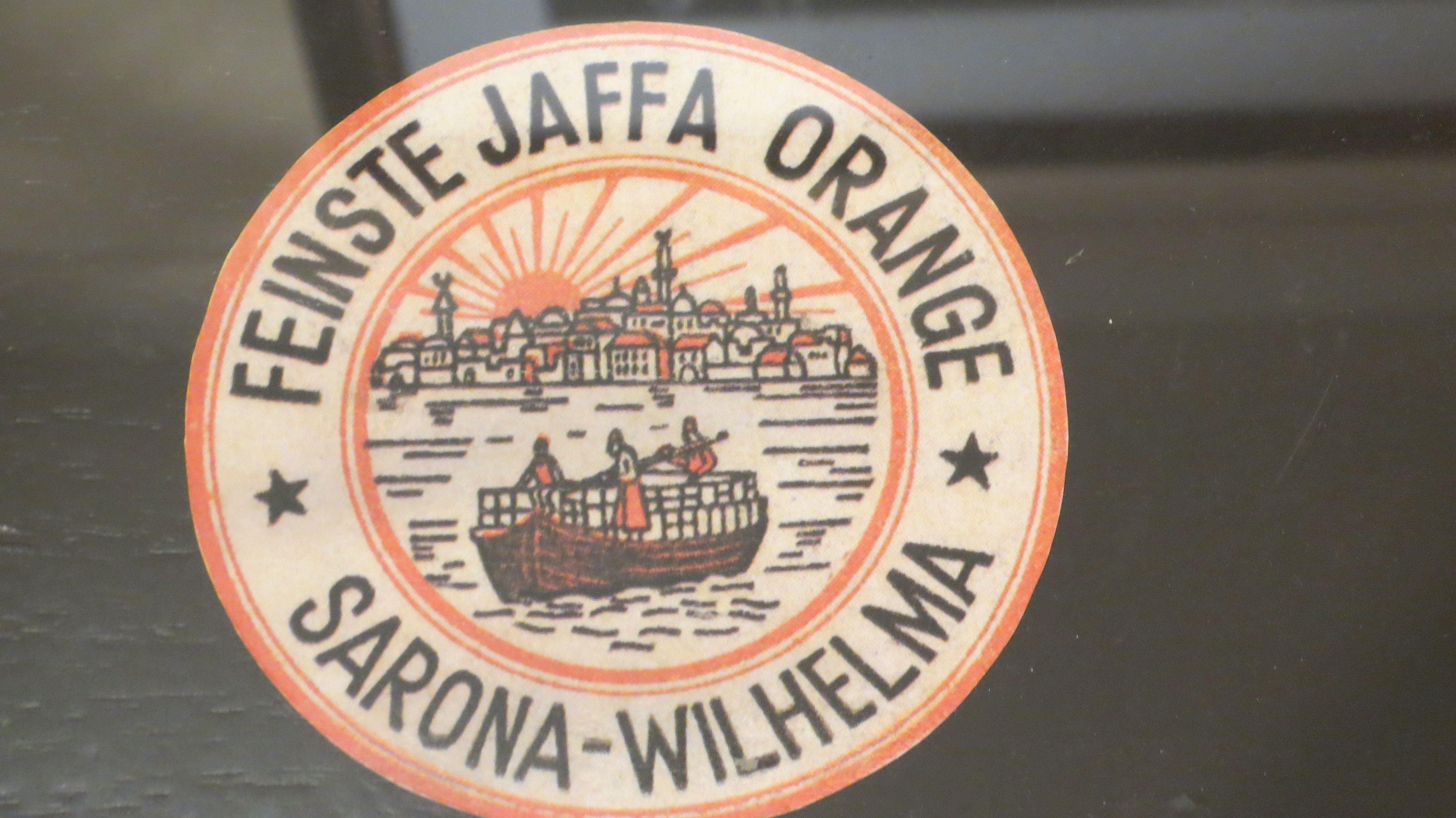
Marke der Jaffa-Orangen aus Sarona und Wilhelma

Die Jaffa-Orange wurde in den 1880er Jahren zum ersten Mal nach Florida in den Vereinigten Staaten von der HS Sanford mitgebracht. Jüdische Einwanderer nach Palästina nahmen die Jaffa-Orange in einer Vielzahl mit, welche von arabischen Bauern angebaut wurden. Bis 1939 betrugen die kombinierten jüdischen und arabischen Orangenplantagen in Palästina insgesamt 75.000 Acre (300 km²), es wurden über 100.000 Mitarbeiter beschäftigt, und die Produkte waren ein vorrangiger Exportschlager der Wirtschaft. Ausdruck dieser Blüte ist der zu dieser Zeit, 1935/1936, erbaute Beit Hadar (deutsch Zitrushaus), die repräsentative Hauptverwaltung des Pardes Syndicates, führender Branchenverband der Zitruspflanzer, das für 80 % der Anbaufläche stand, heute ist es eine Tel Aviver Landmarke der Bauhausarchitektur. Während des Zweiten Weltkriegs (1939–1945) versank die exportorientierte lokale Landwirtschaft in Depression. Nach dem Krieg folgte eine Erholung, mit kräftiger Unterstützung durch die britische Mandatsverwaltung.

Nach dem Krieg von 1948 wurde der Orangenanbau als „bahnbrechendes Projekt der Arbeiterbewegung“ dargestellt, in dem es „keine arabische Präsenz“ gab. Nach der Nakba (1947–1948) und der Gründung des Staates Israel 1948 kam es zu erheblichen ethnischen Säuberungen der palästinensischen Araber durch jüdische Zionisten. Daher wurden viele verbliebene palästinensisch-arabische Orangenfarmen von Elementen des jungen israelischen Staates ihren Besitzern geraubt.

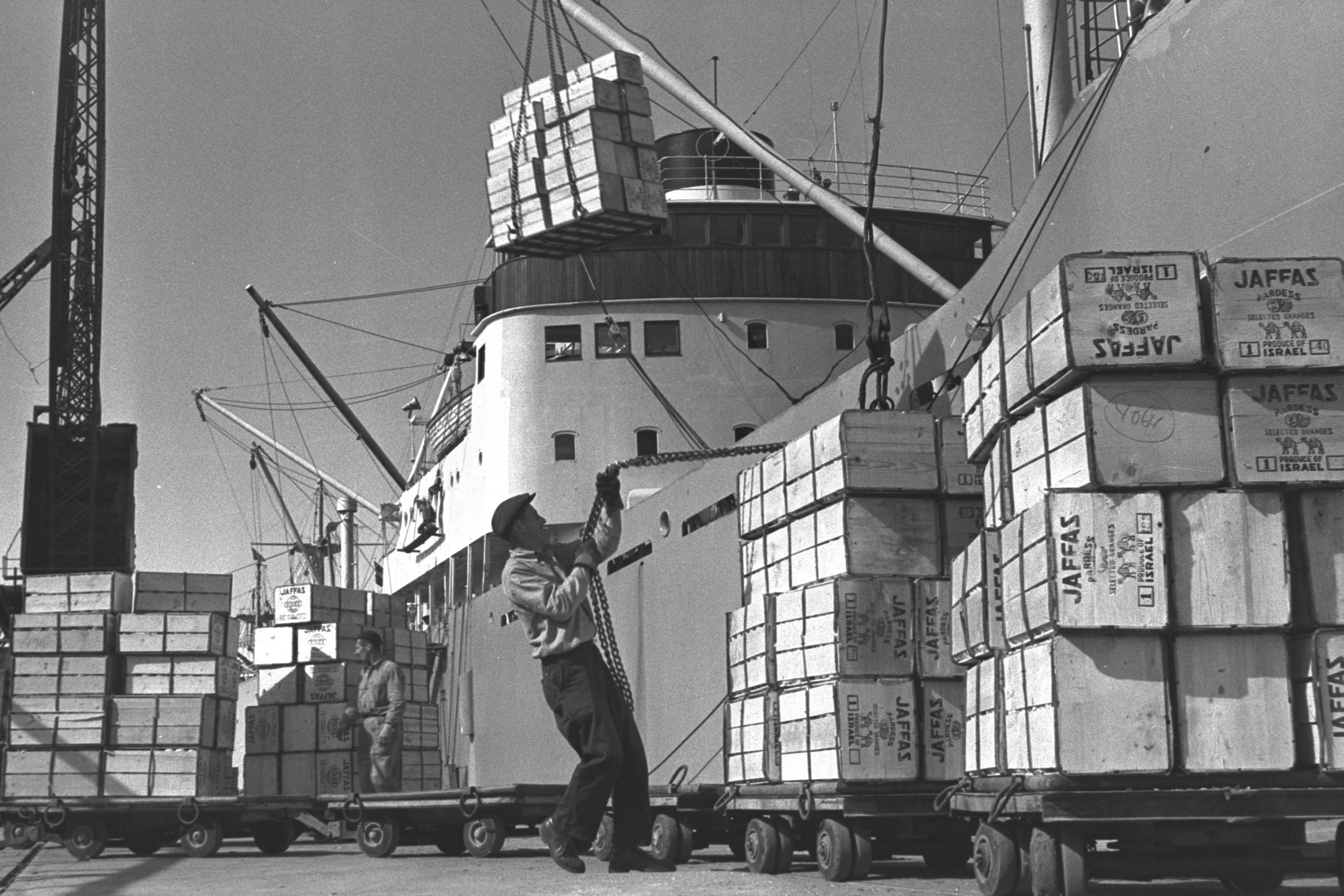
Jaffa-Orangen werden auf einen skandinavischen Frachter verladen, 1952

## Wirtschaftliche Bedeutung
Jaffa-Orangen werden in den Palästinensischen Autonomiegebieten und Israel zwischen November und März geerntet, die Vermarktungssaison beginnt im September und zieht sich durch bis April. Mehr als die Hälfte der jährlichen Ernte Israels wird exportiert. Nach Ausscheiden der Zitruswirtschaft aus dem britischen System der Vorzugszölle, indem Israel die Unabhängigkeit erlangte, stand dieser israelische Landwirtschaftssektor im scharfen Wettbewerb mit anderen Zitrusanbietern im Weltmarkt. Dabei erwies sich, dass der zuvor mangelnde Wettbewerb die Beibehaltung veralteter Anbau- und Veredelungsmethoden begünstigt hatte, wodurch Zitrusexporte zunächst sanken und die Margen fielen. Der israelische Zitrussektor holte nach und nach wieder auf. Israel ist inzwischen unter anderem einer der wichtigsten Anbieter von Zitrusfrüchten in der Europäischen Union. Ein allgemeiner Rückgang des Landwirtschaftsanteils an der israelischen Wirtschaft, die Grenzen der verfügbaren Wasserressourcen und die Abhängigkeit von Wanderarbeitern verringerten die wirtschaftliche Bedeutung der Orangenproduktion. Trotz wachsendem Anteil der verarbeitenden Industrie, wie Diamantenveredelung und Präzisionsinstrumentenbau, exportiert Israel dennoch weiterhin eine große Zahl von Zitrusfrüchten nach Europa.

## Vermächtnis
Der Film Jaffa – The Orange’s Clockwork (2009) von Eyal Sivan beschreibt die systematische Schaffung einer Legende. Er zeigt arabische und jüdische palästinensische Intellektuelle und Mitarbeiter der Zitrusindustrie der Mandatszeit in alten Fotos, frühen Filmaufnahmen, Werbefilmen und -plakaten, politischen Postern sowie Malerei rund um die Frucht. Sie erinnern, reflektieren und analysieren am Beispiel der Jaffa-Orange ihre eigene Geschichte und die ihres Landes.
Die Orange ist auch ein Symbol für die Palästinenser; Das Land der traurigen Orangen (arabisch : أرض البرتقال الحزين) ist der Titel einer berühmten Geschichte des palästinensischen Journalisten und Schriftstellers Ghassan Kanafani, die die Nakba aus der Sicht eines kleinen Kindes betrachtet, das in einem Orangenhain in Palästina lebte und aufwuchs. Die Orange wird als starkes Symbol für die Verbundenheit der Palästinenser mit ihrem Land und die immensen Verluste, die sie erlitten haben, verwendet.